# Gastão d'Escragnolle
Gastão Luís Henrique de Robert d'Escragnolle (Gaston Louis Henri de Robert d'Escragnolle), primeiro e único barão d'Escragnolle no Brasil, e conde e marquês d'Escragnolle na França, (Rio de Janeiro, 16 de abril de 1821 — Rio de Janeiro, 16 de junho de 1886) foi um nobre, militar e político franco-brasileiro.
Era filho dos nobres franceses, Alexandre-Louis-Marie de Robert, conde d'Escragnolle, e Adelaide Francisca Madalena de Beaurepaire-Rohan, esta filha de Jacques Antoine Marc, conde de Beaurepaire, com a anglo-portuguesa Maria Margarida Skeys de Rohan, filha de cônsul inglês que serviu no Rio de Janeiro, e descendente da Casa de Rohan, da alta nobreza francesa, e irmã do visconde de Beaurepaire-Rohan. Seu pai, o conde d'Escragnolle, foi coronel comandante e governador das armas do Maranhão.

Armas do barão d'Escragnolle.

Foi ajudante de ordens do Duque de Caxias. Abandonou a carreira militar como tenente-coronel e se dedicou à administração pública. Foi o autor de novos traçados na Floresta da Tijuca, que lhe deve seu embelezamento e sua projeção na cidade.
Há um monumento em sua honra levantado no Caminho da Floresta, perto do restaurante Os Esquilos, a quatro quilômetros da Cascatinha.
Sua irmã, Gabrielle Herminie de Robert d'Escragnolle, casou-se com o pintor francês Félix Émile Taunay, 2º barão de Taunay, sendo pais do visconde de Taunay. Félix Émile Taunay era filho do também conceituado pintor Nicolas-Antoine Taunay, 1º barão de Taunay.
Casou-se com Ana Leopoldina da Silva Porto, descendente de antiga família de Minas Gerais.